# Château de Septfonds
Le château de Septfonds est un château construit au XVIIIe siècle sur la commune de Trélissac dans le département de la Dordogne, en région Nouvelle-Aquitaine.

## Historique
Le château est inscrit au titre des monuments historiques le 16 décembre 1947.